# Kastell Trennfurt
Das Kastell Trennfurt war ein römisches Numeruskastell in Trennfurt, heute ein Stadtteil von Klingenberg am Main, im Landkreis Miltenberg in Unterfranken. Es gehört zur Kastellkette des Mainlimes, lag in der Römischen Provinz Germania superior und ist Teil des UNESCO-Weltkulturerbes Obergermanisch-Raetischer Limes (ORL). Nach der Zählung der Reichs-Limeskommission (RLK) trägt es die Bezeichnung ORL 37. Das Kastell steht unter Denkmalschutz und ist unter D-6-6221-0050 in die Bayerische Denkmalliste eingetragen. Oberirdisch ist heute nichts mehr von der Anlage zu sehen.

## Lage

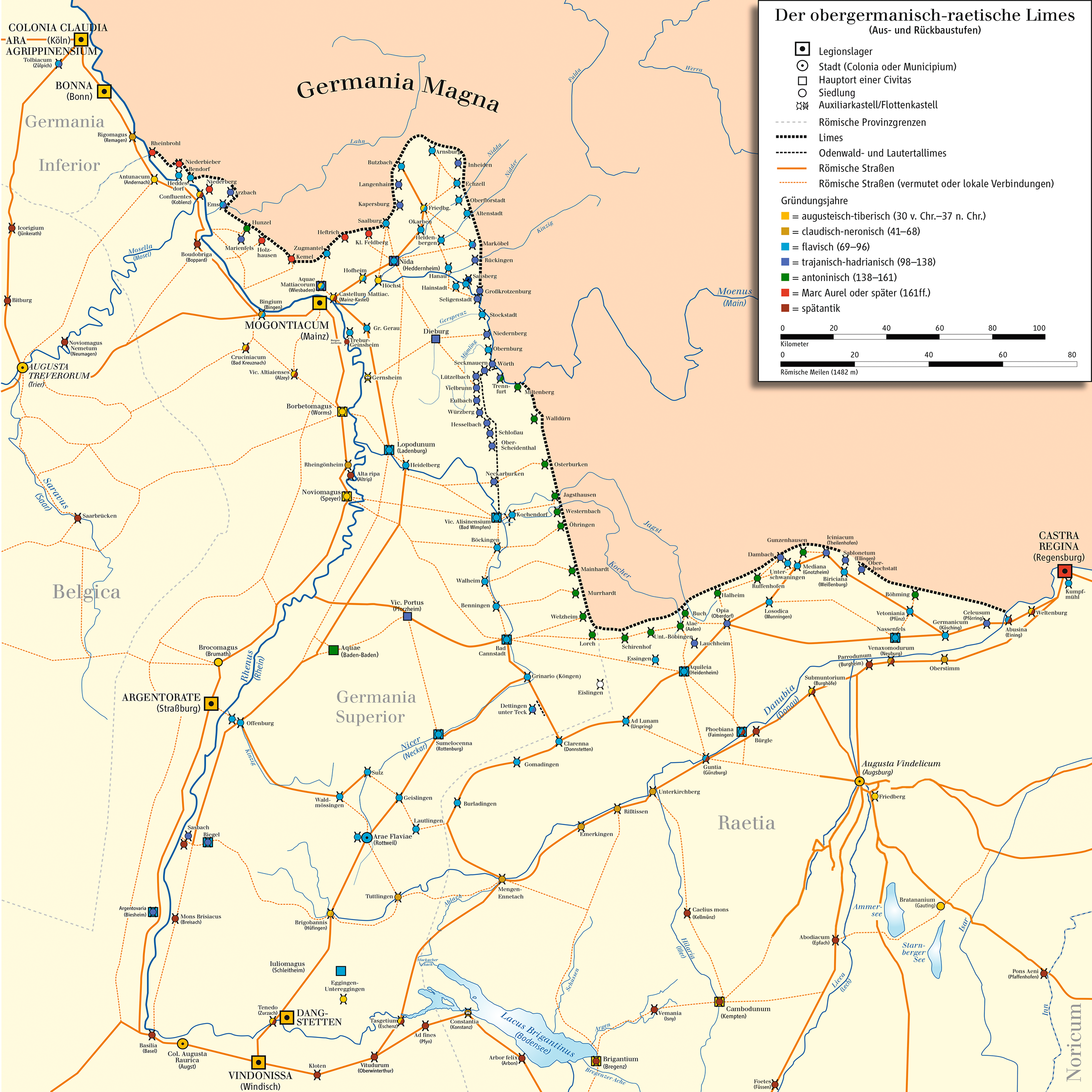
Position des Kastells am Obergermanisch-Raetischen Limes

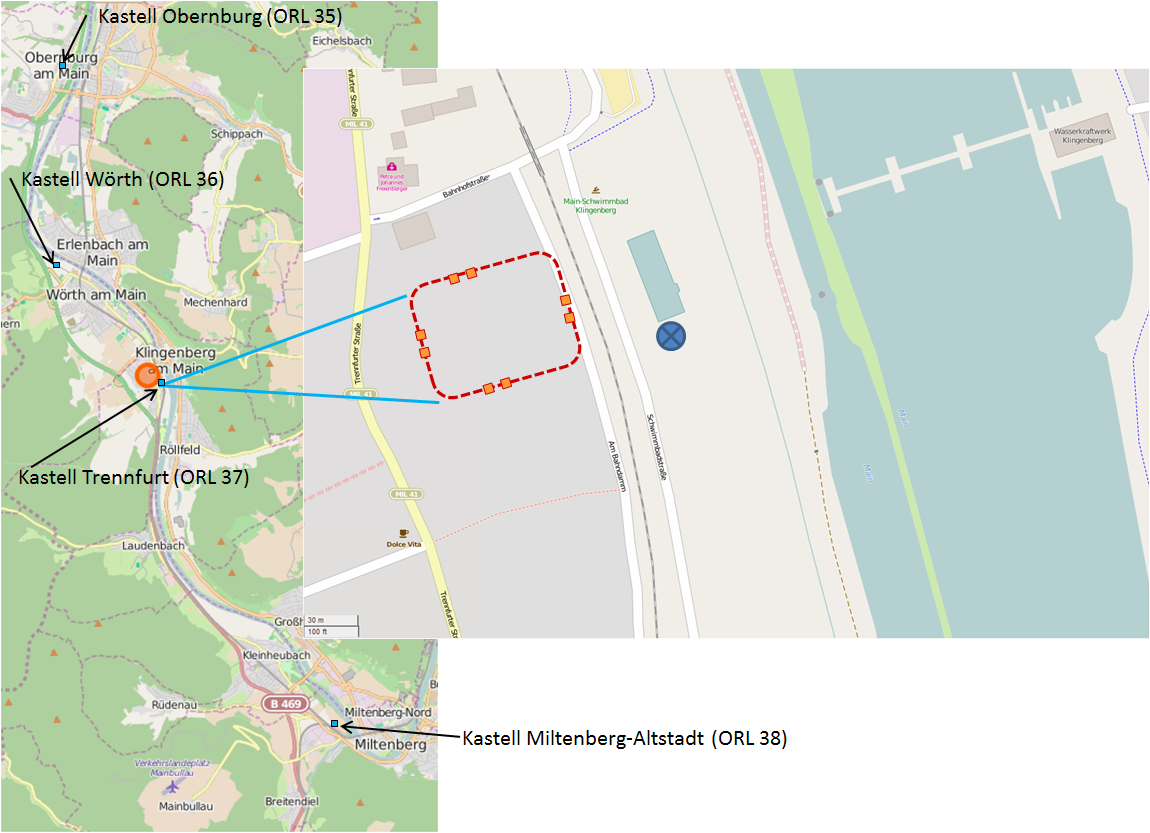
Heutige Lage mit Umzeichnung nach dem Forschungsstand

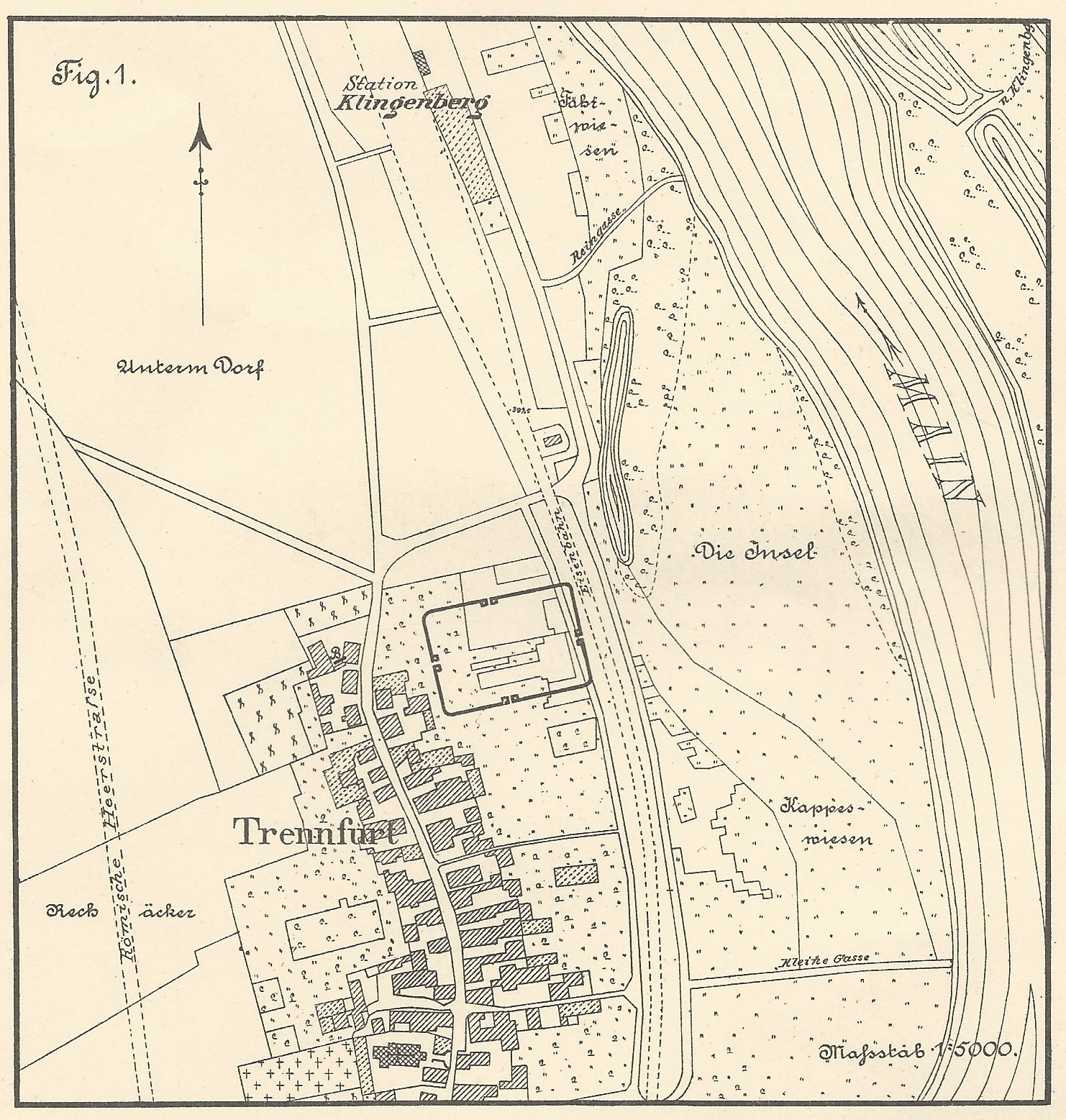
Lage des Kastells in Trennfurt, Umfeld zur Zeit Conradys

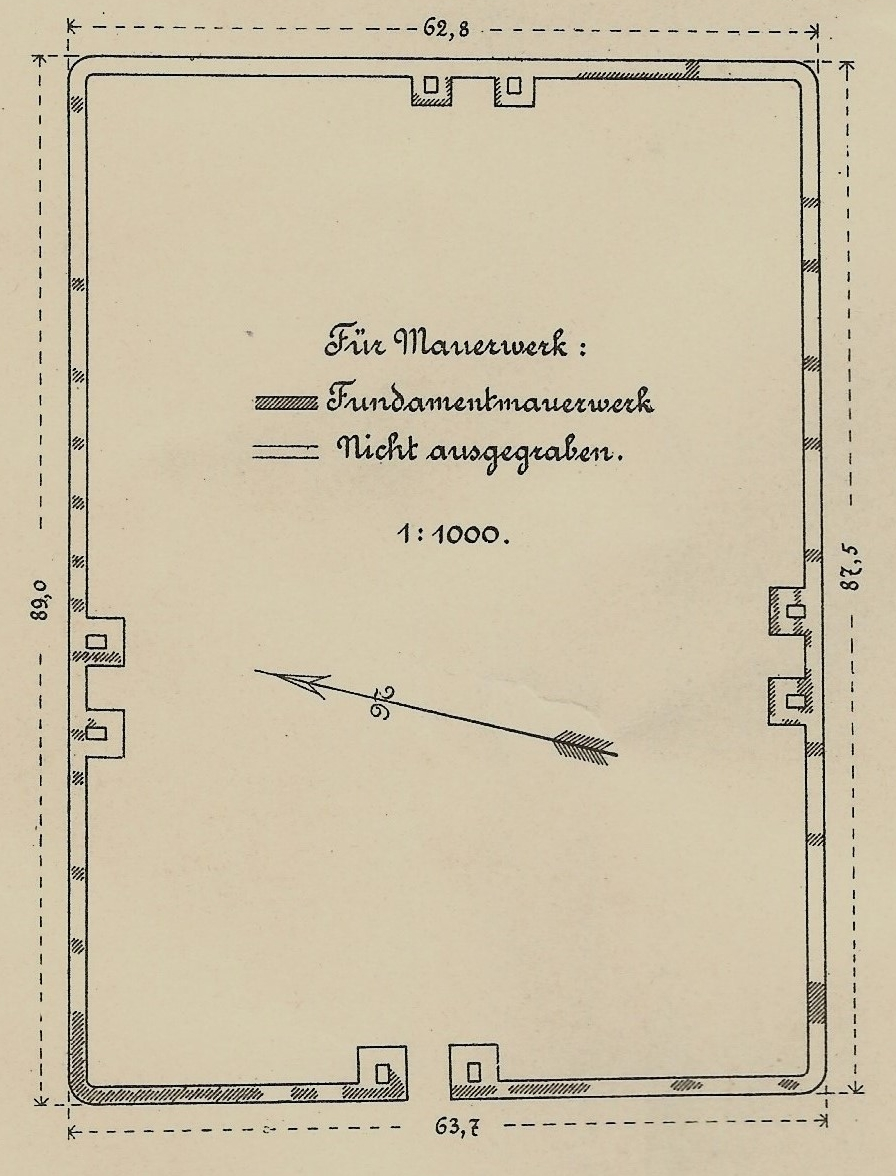
Grundriss des Kastells in Trennfurt nach Conrady

Das ehemalige Kastell liegt nordöstlich des alten Ortskerns von Trennfurt zwischen dem nur etwa 160 Meter entfernten heutigen regulierten und aufgestauten Main im Osten und der etwa 200 Meter entfernten alten Römerstraße Seligenstadt – Miltenberg im Westen, genauer zwischen Trennfurter Straße (ehem. B469) im Westen und der Bahnlinie Miltenberg-Aschaffenburg östlich am Kastell.
Das Gelände des Kastells besteht heute mehrheitlich aus Wiesen und Gartenland. Der überwiegende Teil ist Privatgelände und nicht frei zugänglich. Ein kleiner Teil an der nordöstlichen Ecke des ehemaligen Kastells liegt seit den 1870er Jahren unter dem Bahndamm. Im Norden wird es von den Gebäuden auf der Südseite der Bahnhofstraße begrenzt, die in die Trennfurter Straße mündet, nach Süden zu von einem unbenannten Pfad, der auf Höhe der Trennfurter Straße 51 in Richtung der Freirutschen des heutigen Freibads führt. Das Kastell liegt genau gegenüber dem heutigen Freibad auf der westlichen Seite des Bahndammes. An der Ostseite des Bahndamms befand sich ein Altarm des Mains, und das Kastell wird auch als Hafen eingeordnet.
Zu römischen Zeiten wird eine Straßenverbindung zum älteren Odenwaldlimes am Kastell Hainhaus bei Vielbrunn angenommen, die noch bis in die Neuzeit und bis zu den Ausgrabungen der Reichs-Limeskommission als Forstweg bestanden haben soll. Eine Verbindung zum Erdwerk Ohrenbacher Schanze im Zusammenhang mit Holzfällarbeiten für die Region Mainz wurde ebenfalls vermutet und schon von Conrady postuliert und den „agens in lignariis“ Vexillationen der in Mainz stationierten Legio XXII Primigenia Piae Fidelis zugewiesen, die über Inschriften aus den Jahren 206 bis 214 entlang des Mainlimes datiert sind.

## Forschungsgeschichte
Nach dem Fund eines römischen Weihesteins und römischer Münzen, von dem Christian Ernst Hanßelmann im Jahr 1771 erfuhr und 1773 berichtete, ging man davon aus, dass sich in Trennfurt ein Römisches Militärlager befunden hatte. Wilhelm Conrady, der spätere Streckenkommissar der Reichs-Limeskommission, entdeckte das Kastell dann bei Ausgrabungen, die er 1883 noch vor Gründung der Reichslimeskommission durchführte. Das Ergebnis veröffentlichte er 1900 in den Grabungsberichten der Reichs-Limeskommission, die selbst keine eigenen Grabungen mehr vorgenommen hat. Auch später haben am Kastell keine Grabungen mehr stattgefunden. Nach Conrady ist das überraschenderweise rechteckige Kastell etwa 88 Meter lang (Südsüdwest nach Ostnordost) und 63 Meter breit (Nordnordwest nach Südsüdost) und nimmt eine Fläche von etwas weniger als 0,6 Hektar ein. Nur die Umfassungsmauern wurden ergraben. Die Prätorialfront im Osten konnte nicht ergraben werden, da sie durch den Bahndamm beeinträchtigt war. Damit entspricht es zwar der normalen Größe eines Numeruskastells, weicht mit seiner stark rechteckigen Form jedoch von der Kastellform im Odenwald und am Main ab. Das Kastell war von nur einem Spitzgraben umgeben, dessen einfache Ausführung Conrady an der Südflanke des Kastells nachweisen konnte. Conrady gibt weiter in seinem Grabungsbericht mehrere Funde an: so ein Amphorenfragment, mehrere Terra-Sigillata-Scherben, eine Patera, einen Faltenbecher, Schüsselreste in Napfform, ein Dachziegelfragment und die üblicherweise oft gefundenen eisernen Nägel. Keiner der beschriebenen Funde ist heute noch vorhanden. Auch die 1773 beschriebenen römischen Münzfunde sind nicht mehr auffindbar.

## Datierungsansatz
Wann das Kastell errichtet und wie lange es genutzt wurde, ist unbekannt. Seine Nutzungszeit kann nur allgemein auf die Mitte des 2. bis in die Mitte des 3. Jahrhunderts n. Chr. datiert werden. Es gehörte damit zum an den Main um 150 n. Chr. vorverlegten jüngeren Limes (jüngerer Mainlimes), der nach dem zweiten Miltenberger Kastell Miltenberg-Ost dann stetig nach Süden verläuft. Obwohl bis auf die östliche Kastellfront (Bahn) nur eine spärliche Überbauung erfolgte (zwei Häuser im Nordosten und Nordwesten), ist das Kastellareal heute nicht mehr oberflächlich erkennbar. Dies ist mit Sicherheit der Ortsnähe des alten Trennfurt geschuldet, die dazu beitrug, dass sämtliches Steinmaterial für den Ort genutzt wurde, wie das zum Beispiel beim Kastell Lützelbach noch bis zu Anfang des 20. Jahrhunderts geschah.
Eine Zeitangabe ist jedoch auf dem römischen Weihestein überliefert, der bereits 1751 in Trennfurt gefunden worden war und der heute im Inneren der Trennfurter Pfarrkirche St. Maria Magdalena eingemauert ist. Der Weihestein stand ursprünglich ungeschützt am Schulhaus neben der Kirche. Die Inschrift war beinahe nicht mehr zu lesen. 1834 wurde er dann auf dem Friedhof eingemauert, verwitterte und vermooste. 1881 begutachtete Karl Zangemeister den Stein wieder und exzerpierte den Begriff lignarii. Diese Bezeichnung für Holzarbeiter war einige Zeit vorher schon in Stockstadt und auch in Obernburg nachgewiesen worden. Conrady untersuchte den Stein 1899 und entzifferte die stark verwitterte Inschrift folgendermaßen: „I(ovi) o(ptimo) m(aximo), Silvano cons(ervatori) Dianae Aug(ustae) vixill(atio) leg(ionis) XXII Anton (initianae) p(rimigeniae) p(iae) f(idelis) ag(entium) in lignari(i)s sub cur(a) Mamertini Iusti opt(ionis) d(edicavit) (duobus) Aspr(is) co(n)s(ulibus)“. Seine Lesart ist nach heutigen Erkenntnissen nicht ganz korrekt, was jedoch am Inhalt nichts ändert. Danach wurde der Stein von einer Abteilung der 22. Legion, die mit Waldarbeiten beschäftigt war, den Göttern Jupiter, Silvanus und Diana gewidmet im Jahr, als die beiden Asper Konsuln waren. Die beiden Asper, Gaius Iulius Asper und sein Sohn Gaius Iulius Camilius Asper, sind im Jahr 212 n. Chr. als Konsuln beurkundet. Der rekonstruierte Originaltext wurde kurz nach 1900 neu in den Stein eingeschlagen – eine Vorgehensweise, die aus heutiger Sicht unverantwortlich wäre.
Ein weiterer, Neptun gewidmeter Weihestein, ist heute ebenfalls verlorengegangen.
| Transkription | in Majuskeln                                                                                                 | Bild |
| --- | --- | ---- |
| I(ovi) O(ptimo) M(aximo) Silvano Co- ns(ervatori) Dianae Aug(ustae) v<e>xill(atio) [le]g(ionis) XXII Ant(oninianae) P(rimigeniae) p(iae) f(idelis) ag(entium in) lign(ariis) sub cura M[am]ert(i)n(i) Iusti opt(ionis) d(edicavit?) II Aspr(is) co(n)s(ulibus) | I O M SILVANO CO NS DIANAE AVG VIXILL [ ]G XXII ANT PR P F AG LIGN SVB CVRA M[ ]ERTN IVSTI OPT D II ASPR COS |      |

Ob die auf dem Weihestein angegebene Legio XXII Primigenia auch die Besatzung des Kastells darstellt oder nur für die angenommene Holzbeschaffung für Mogontiacum temporär im Kastell war, ist nicht geklärt.
Bereits Conrady ging davon aus, dass von dem Kastell aus Holz für die römischen Truppen auf dem Main transportiert wurde, zumal das Kastell nur rund 40 Meter vom alten Flussarm des Mains entfernt lag, der sich zur Verladung mit Schiffen und Flößen anbot. Dieser Arm, der ein östlich davon gelegenes Gebiet mit dem Flurnamen „Die Insel“ abtrennte, war zu Zeiten von Conrady bereits verlandet, aber im Gelände noch zu erkennen, was seit der Umgestaltung des Geländes bei der Mainregulierung im 20. Jahrhundert nicht mehr der Fall ist.

## Vicus
Ein zugehöriger Vicus und eine Bebauung innerhalb des Kastells sind bislang nicht definitiv nachgewiesen, da Conrady nur die Umrandung des Kastells in Teilen ergrub. Unter Conrady wurde der Vicus auf hochwasserfreien Flächen westlich des Kastells vermutet. Streufunde südlich des Kastells lassen heute die Annahme eines dortigen Vicus zu. Dies und die ungewöhnliche Nähe zum Nachbarkastell Wörth haben zu der Vermutung geführt, das Kastell sei nicht ganzjährig belegt gewesen und nur bei den erwähnten Holzarbeiten genutzt worden. Dagegen spricht, dass die Lage des Kastells Trennfurt besser in die regelmäßige Abfolge der Kastelle des Mainlimes passt als Wörth, das in dieser Hinsicht eher dem Odenwaldlimes zugeordnet werden könnte. Außerdem musste sich Conrady bei seinen Grabungsschnitten auf die Umfassungsmauern und die Tore konzentrieren. Die Frage bleibt ungeklärt, solange keine neuen Untersuchungen vor Ort durchgeführt werden.

## Sage
Wohl in das Reich der Fantasie ist die Sage zu sehen, dass der Ort seinen Namen von Kaiser Trajan hat, der mit seinem Heer hier über eine Furt östlich des Mains gezogen sei (Trani Vadum) und als abgewandeltes Trajansfurt sich in Trennfurt veränderte haben soll.

## Denkmalschutz
Das Kastell Trennfurt ist unter der Inventarnummer D-6-6221-0050 Kastell der römischen Kaiserzeit Bodendenkmal nach dem Bayerischen Denkmalschutzgesetz (BayDSchG). Nachforschungen und gezieltes Sammeln von Funden sind genehmigungspflichtig, Zufallsfunde unverzüglich den Unteren Denkmalschutzbehörden oder dem Bayerischen Landesamt für Denkmalpflege anzuzeigen.